# Eutelia ekeikei
Eutelia ekeikei là một loài bướm đêm trong họ Noctuidae.